# André Arbus
Pour les articles homonymes, voir Arbus.
André Pierre Léon Arbus  est un architecte, décorateur et sculpteur français du XXe siècle, né à Toulouse le 17 novembre 1903, mort à Paris le 12 décembre 1969.
Il appartient à une vieille famille d'ébénistes toulousains.

## Biographie
Après avoir fréquenté le lycée Pierre-de-Fermat, il commence une licence en droit et s'inscrit à l'école des beaux-arts de Toulouse où il rencontre le sculpteur Henry Parayre. Il intègre l'atelier d'ébéniste de son père. Dès 1925, il participe à l'Exposition internationale des arts décoratifs et industriels modernes, et obtient la médaille d'argent avec une coiffeuse réalisée avec son ami Marc Saint-Saëns. Il exposera régulièrement, aux Salons des artistes décorateurs ainsi qu'au Salon d'automne.
En 1932, il s'installe à Paris, rue Gazan et ouvre un bureau au 24, avenue Matignon. En juin, la galerie des Quatre-Chemins expose une dizaine de ses réalisations.
La table en sycomore ornée de masques du sculpteur russe Androusov qu’il présente au jury de la Fondation américaine Blumenthal en 1934 lui permet de remporter à l’unanimité des jurés le prix qui récompense les jeunes talents français,.
De 1934 à 1954, il continue à suivre les travaux exécutés dans l'atelier familial en se rendant chaque semaine à Toulouse. Très attaché à sa région natale, ses liens d'amitiés débouchent souvent sur des collaborations artistiques. Le décorateur Georges Soutiras, les sculpteurs Joseph Monin et Henry Parayre, ainsi que le peintre cartonnier Marc Saint-Saëns contribuent régulièrement à ses créations.
À l'Exposition universelle de 1937, il présente « Une demeure en Île-de-France », « La maison d'une famille française », un restaurant au Centre régional et plusieurs ensembles mobiliers. À cette époque, il est installé au 75, rue du Faubourg-Saint-Honoré.
En dehors d'importantes participations aux salons des artistes décorateurs et aux expositions, il représente en 1939 la section française à l'exposition internationale de New York.
À partir de 1950, il expose ses œuvres de sculpteur aux salons des Tuileries et d'Automne. De 1951 à 1964, il est professeur à l'École nationale supérieure des arts décoratifs.
Son mémoire de proposition « à titre exceptionnel » au grade d'officier de la Légion d'honneur en 1954 révèle des travaux opérés au bénéfice des résidences présidentielles, hôtels administratifs, de paquebots…
Il est élu en 1965 à l'Académie des beaux-arts.
Il a également fait œuvre d'architecture, comme le phare du Planier, et la caserne de marins-pompiers de Mirabeau, construite en 1942 à Marseille.
André Arbus a ensuite vécu dans le château de Letteguives, commune du département de l'Eure. Pourtant décédé à Paris, au 21, quai de la Tournelle, et d'origine toulousaine, il est enterré dans le cimetière du petit village de l'Eure. Afin d'honorer cette grande personne dans une si petite commune, le conseil municipal décide en 2013 de donner son nom à la salle des fêtes désormais nommée « salle André-Arbus ».
Du lierre faisant guise de sépulture, cette dernière a été rénovée en laissant place à une plaque sur laquelle apparaît son identité.

## Distinctions
- Officier de la Légion d'honneur (décret du 6 septembre 1954). Il est fait officier par Robert Rey le 14 octobre 1954, chevalier en 1949[12].